# Epirixanthes cylindrica
Epirixanthes cylindrica är en jungfrulinsväxtart som beskrevs av Carl Ludwig von Blume. Epirixanthes cylindrica ingår i släktet Epirixanthes och familjen jungfrulinsväxter. Inga underarter finns listade i Catalogue of Life.